# ایستگاه ترمینال ۲.۳ فرودگاه ناریتا
ایستگاه ترمینال ۲.۳ فرودگاه ناریتا (به ژاپنی: 空港第2ビル駅 Kūkō-daini-biru eki)  یک ایستگاه زیرزمینی است که در فرودگاه بین‌المللی ناریتا در ناریتا، چیبا در ژاپن قرار دارد.